# ساموئل کانوی
ساموئل چارلز کانوی (انگلیسی: Samuel Charles Conway؛ زادهٔ ۴ ژوئن ۱۹۶۵) یک دانشمند شیمی‌دان در زمینهٔ شیمی آلی و پژوهشگر در عرصهٔ دارو، پزشکی و سموم گیاهی است. وی دارای مدرک پی‌اچ‌دی از کالج دارتموث است.